# Sol Ruca
Sol Ruca, pseudonimo di Calyx Harmony Hampton (Ontario, 26 agosto 1999), è una wrestler statunitense, sotto contratto con la WWE.
In carriera ha detenuto una volta il WWE Women's Speed Championship e una volta l'NXT Women's North American Championship.

## Biografia
Figlia del musicista Paul A Hampton, si è diplomata alla Western Christian High School di Upland, in California e successivamente si è laureata in fisiologia umana all'Università dell'Oregon, dove è stata anche una ginnasta.

## Carriera

### WWE (2022–presente)

#### Varie faide (2022–2024)
Nel marzo del 2022 ha firmato un contratto con la WWE dopo un periodo di allenamento al Performance Center. Il 24 giugno ha debuttato sul ring, in un evento non televisivo, con il name "Sol Ruca" in coppia con Solo Sikoa sconfiggendo Grayson Waller e Tiffany Stratton. Il 27 settembre ha debuttato ad NXT 2.0, dove ha sconfitto Amari Miller. Nelle settimane seguenti diventa virale grazie alla sua mossa finale, un cutter frontflip soprannominato Sol Snatcher. Nel gennaio del 2023 in coppia con Alba Fyre ha affrontato Kayden Carter e Katana Chance per il NXT Women's Tag Team Championship senza successo. Ad aprile subisce la rottura del legamento crociato anteriore e rimane ferma per quasi un anno.
È tornata dall'infortunio a Roadblock, il 5 marzo 2024 iniziando una rivalità con Blair Davenport, l'atleta che aveva infortunata. La faida si concluse nella prima settimana di Spring Breakin' con la vittoria di Sol Ruca in un beach brawl match. A NXT Battleground, ha preso parte a un ladder match a sei donne per l'assegnazione del neonato NXT Women's North American Championship, ma il match è stato vinto da Kelani Jordan. Tra il settembre e ottobre ha fatto delle apparizioni ad Impact!, programma della Total Nonstop Action Wrestling.

#### Regni titolati (2025–presente)
Nel dicembre del 2024 forma una alleanza con Zaria e le due hanno sconfitto Piper Niven e Chelsea Green. Grazie a questo risultato, Sol Ruca ottiene un mach per il WWE Women's United States Championship di Green. Il match, avvenuto il 20 marzo ad NXT, ha visto la difesa del titolo della campionessa.
Nella puntata di Speed del 9 aprile, ha sconfitto Michin diventando la sfidante per il titolo di Candice LeRae. La lottatrice australiana riesce a sconfiggere LeRae e vince il WWE Women's Speed Championship, il suo primo titolo in WWE.
Nella puntata dell'8 aprile riuscì a sconfiggere Jazmyn Nyx per qualificarsi al ladder match di NXT Stand & Deliver valevole per il vacante NXT Women's North American Championship. Il 19 aprile successivo, arrivati all'evento riuscì a strappare la cintura dalla cima della scala diventando la nuova campionessa in un incontro a sei partecipanti che vedeva coinvolte anche Zaria, Kelani Jordan, Izzi Dame, Lola Vice e Thea Hail. Il 29 aprile, difende la cintura nordamericana con successo contro Karmen Petrovic.

## Personaggio

### Mosse finali
- Sol Snatcher (cutter frontflip)[23]
- Corner slingshot somersault leg drop[23]

## Titoli e riconoscimenti
- WWE
  - NXT Women's North American Championship (1)[24]
  - WWE Women's Speed Championship (1)[25]
- Pro Wrestling Illustrated
  - Rookie of the Year (2023)[26]
  - 107ª tra le migliori 250 wrestler femminili nella PWI Women's 250 (2024)[27]